# Cimetière militaire allemand de Cambrai
Pour un article plus général, voir Sites funéraires et mémoriels de la Première Guerre mondiale (Front Ouest).
Le Cimetière militaire allemand de Cambrai est un cimetière militaire de la Première Guerre mondiale situé sur la commune de Cambrai, sur la route de Solesmes, dans le département du Nord.

## Historique
Le cimetière militaire allemand de Cambrai a été établi par les troupes allemandes en mars 1917. Cambrai était alors le centre des postes de commandement militaire, de l'approvisionnement et des hôpitaux. Ici, les soldats allemands, français et anglais ont reçu une tombe sur le nouveau cimetière militaire commun. Le nombre de sépultures augmenta avec les batailles d'Arras en avril 1917 et l'attaque britannique sur Cambrai en novembre, au cours de laquelle le premier déploiement de masse de voitures blindées eut lieu. La surprenante présence de près de 400 chars causa de lourdes pertes aux troupes allemandes. D'autres pertes furent causées par l'offensive allemande en mars 1918 et les batailles défensives en septembre et octobre 1918.
En septembre 2023, le cimetière fait partie des 139 sites mémoriels et funéraires de la Première Guerre mondiale inscrits au patrimoine mondial lors de la 45e session du Comité du patrimoine mondial.

## Caractéristiques
En 1966, la Commission des sépultures de guerre allemande a effectué de vastes plantations d'arbres et d'arbustes, le verdissement de l'ensemble de l'espace funéraire et le renouvellement des couvertures. À partir de 1977, le remplacement des croix en béton et en bois par des stèles en pierre gravée portant les noms et des dates a commencé. Un cimetière militaire russe de 192 tombes est intégré dans le cimetière. Sur les 10 685 soldats allemands tombés au combat, 7 939 reposent dans des tombes individuelles. Parmi eux, 242 sont inconnus. Il y a 2 746 victimes enterrées dans une tombe commune. Seulement 442 sont connus par leur nom.

### Tombes allemandes

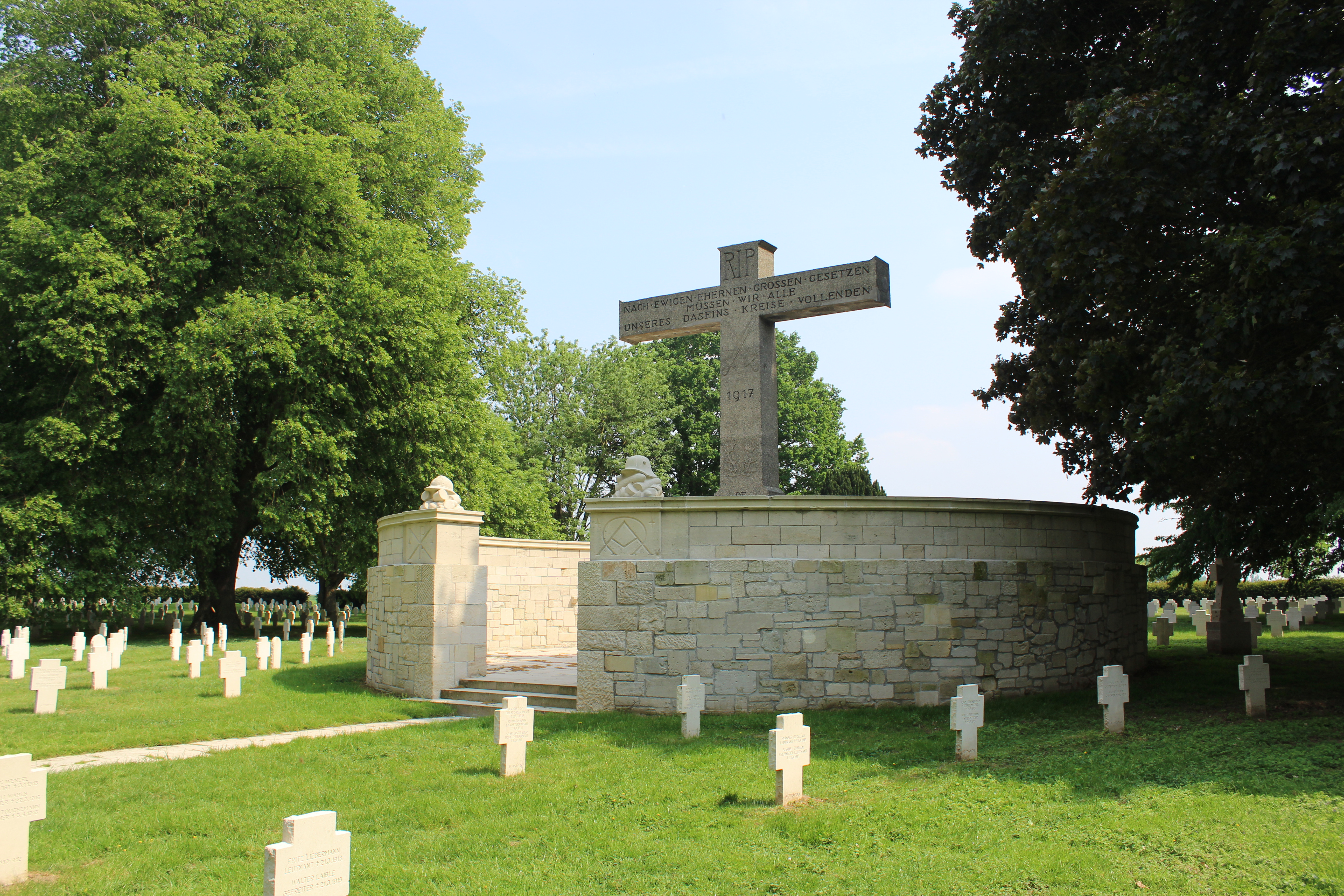
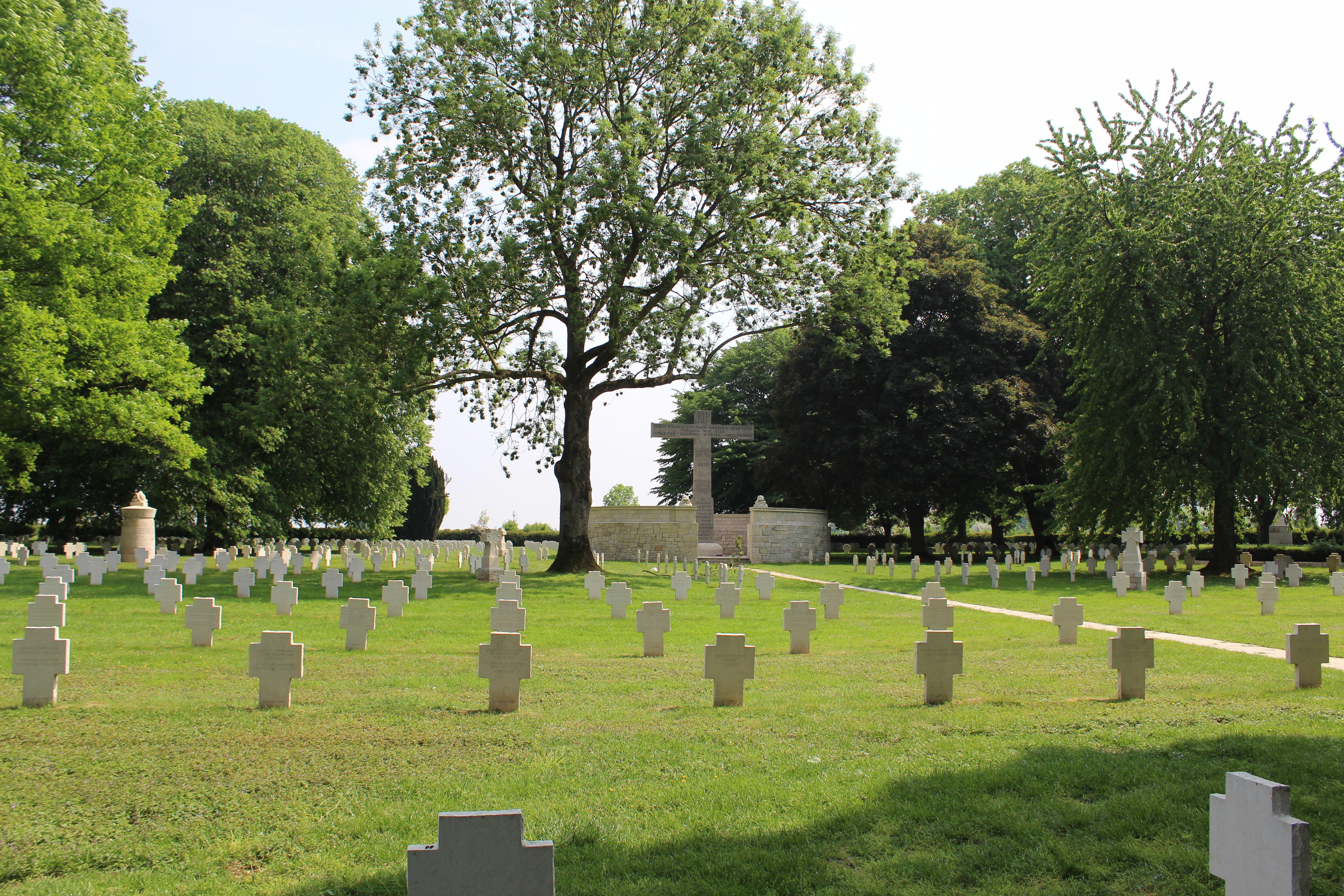
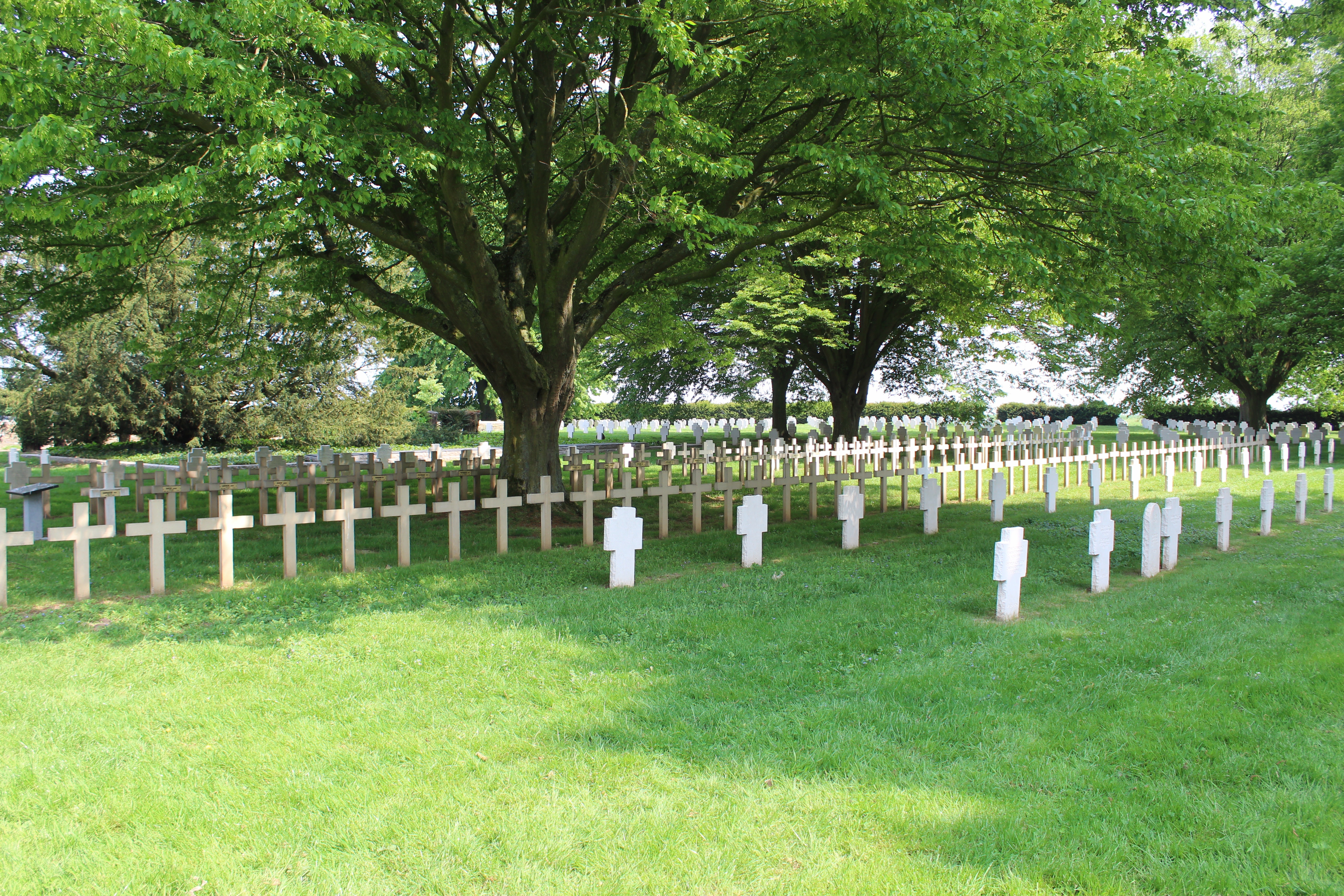
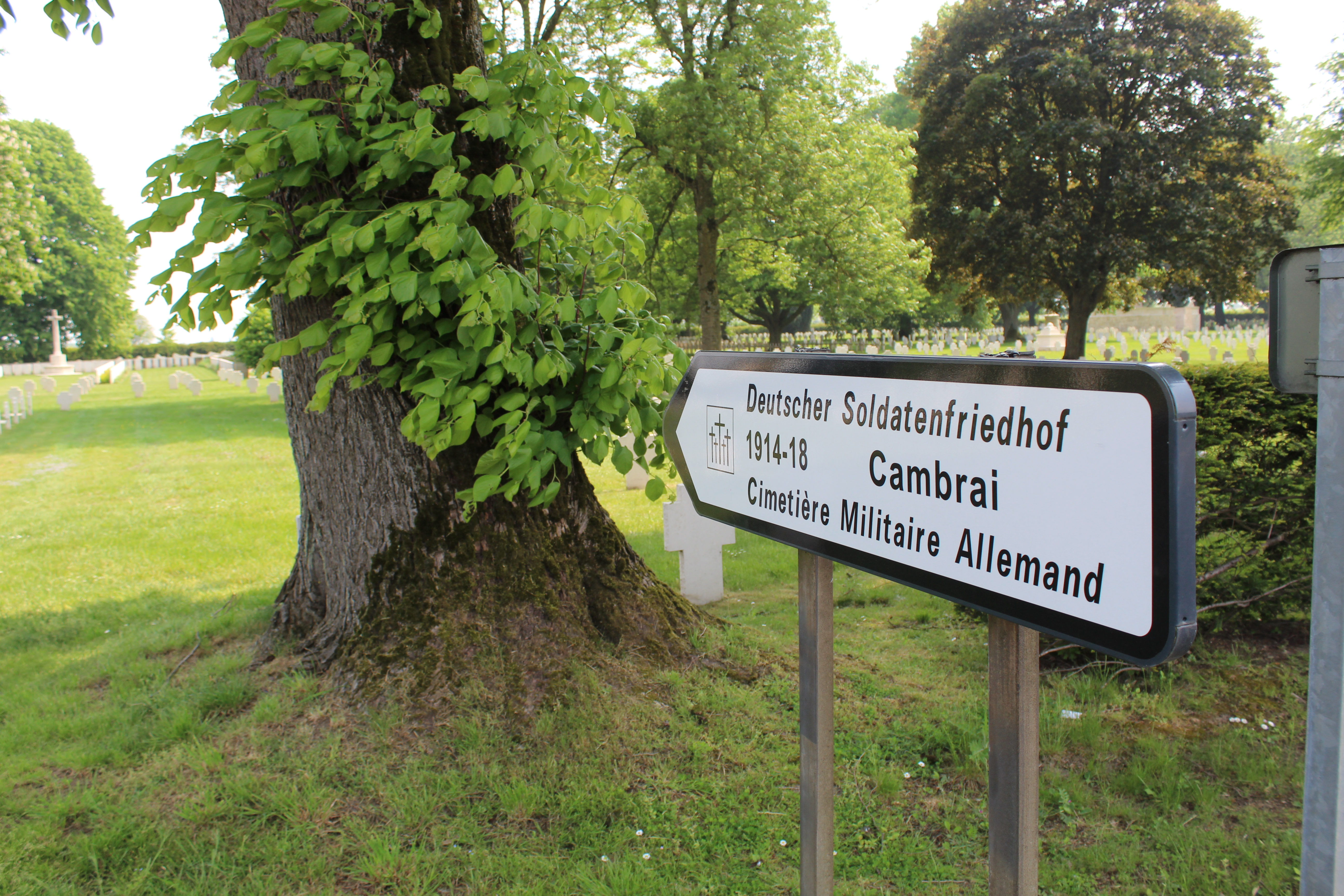
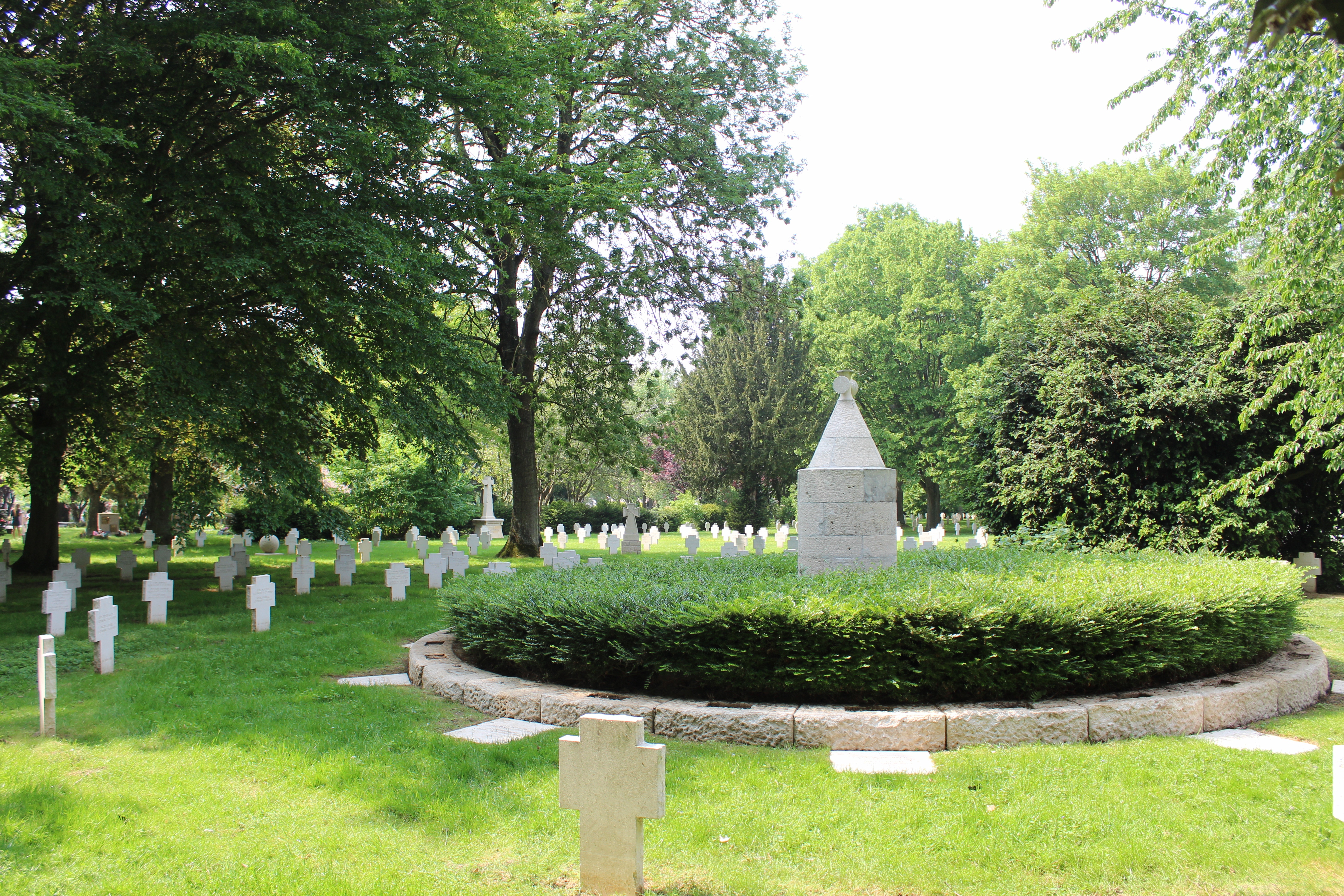
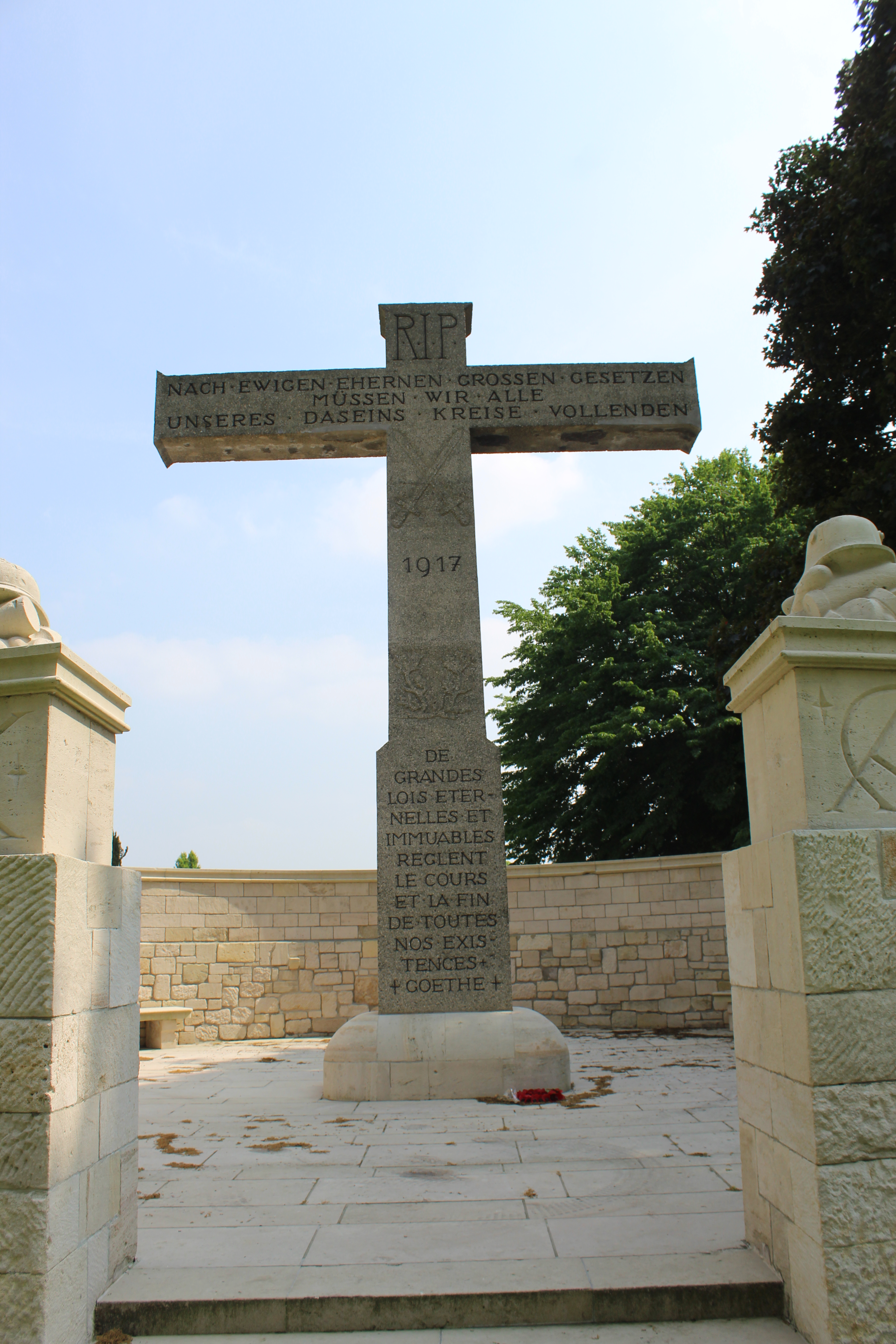

## Galerie

### Carré militaire britannique de 64 tombes situé à l'intérieur du cimetière militaire allemand

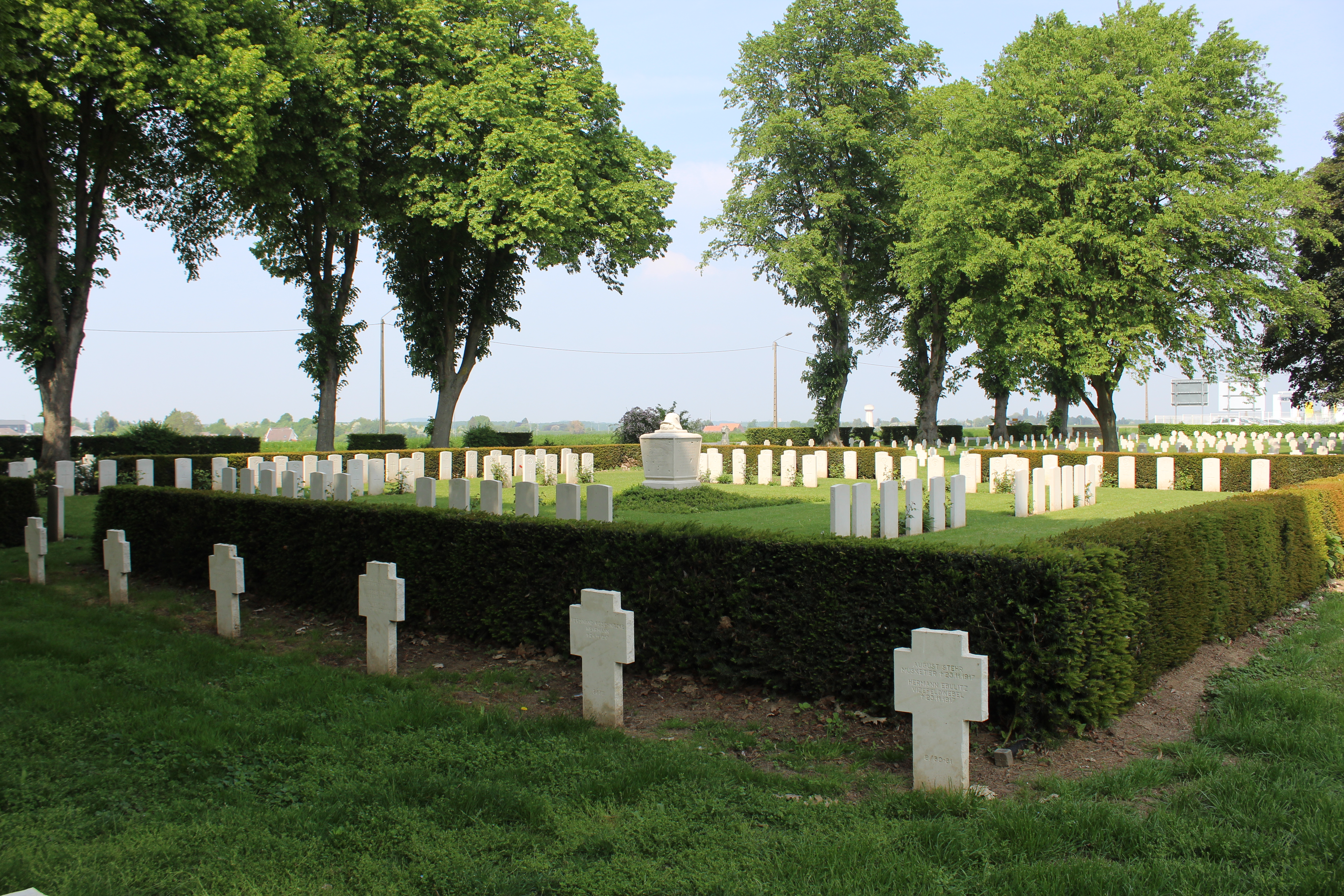
Le carré militaire britannique entouré d'une haie.
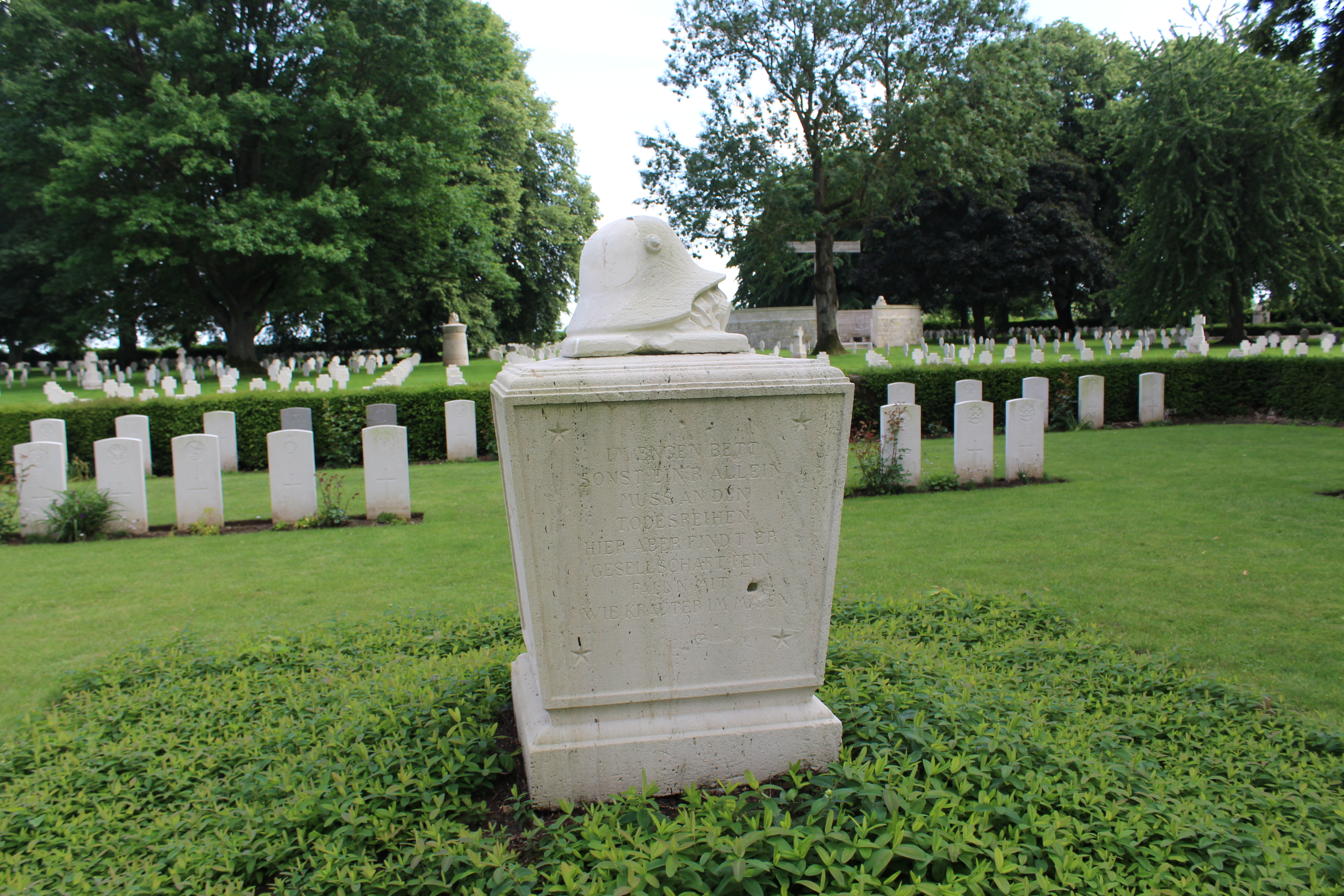
Stèle surmontée d'un casque allemand au centre du carré britannique.
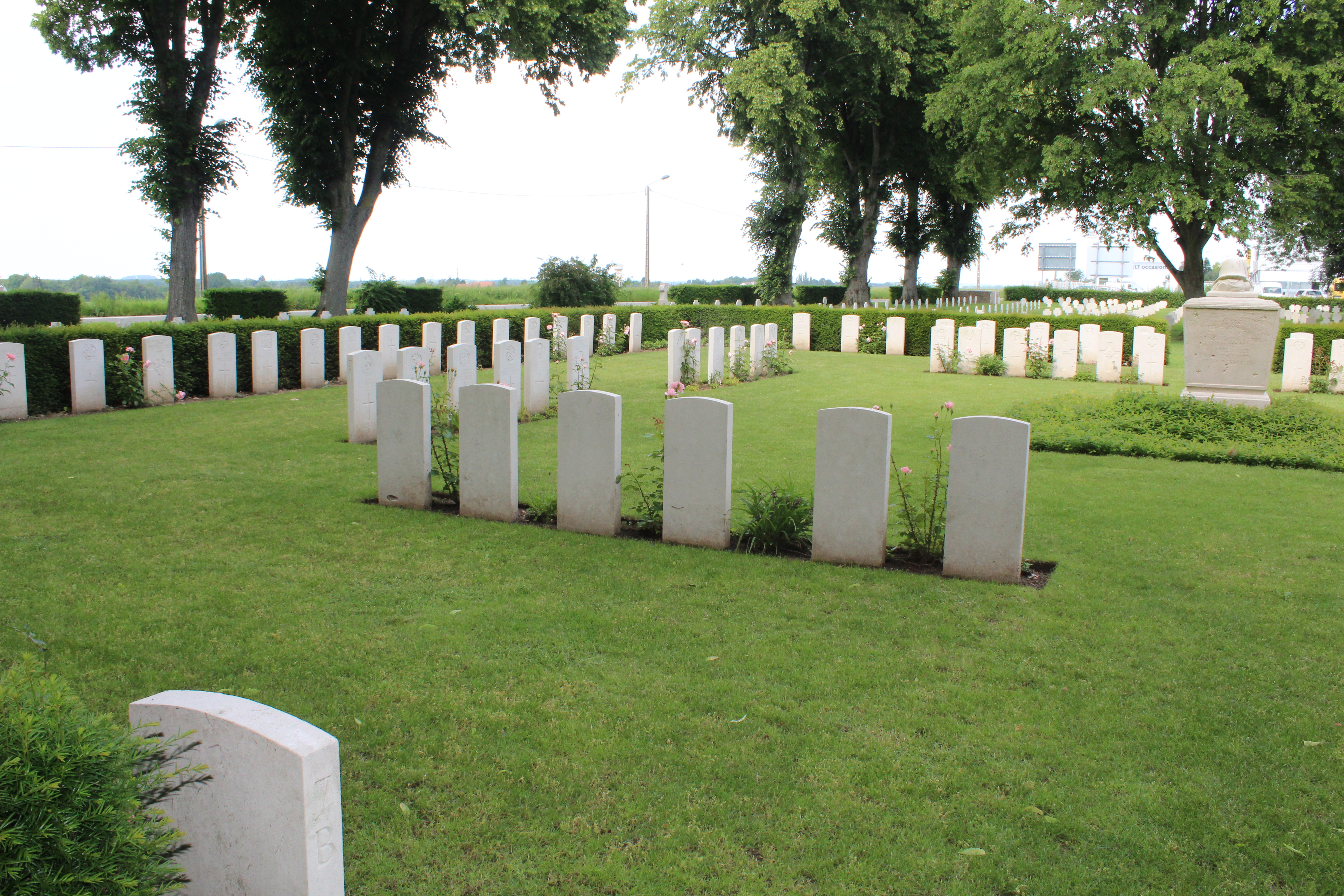
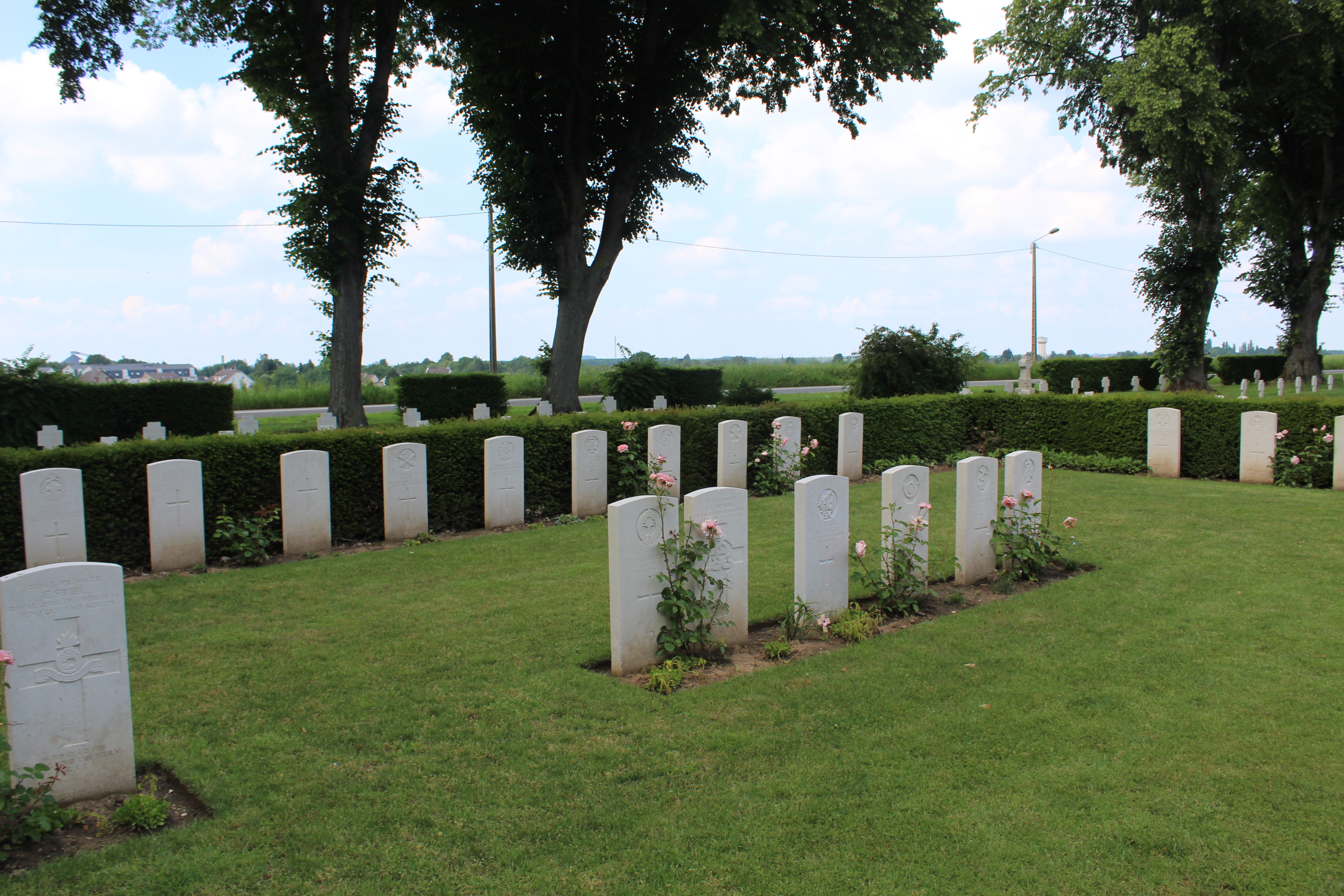

### Tombes des soldats russes inhumés à l'intérieur du cimetière allemand

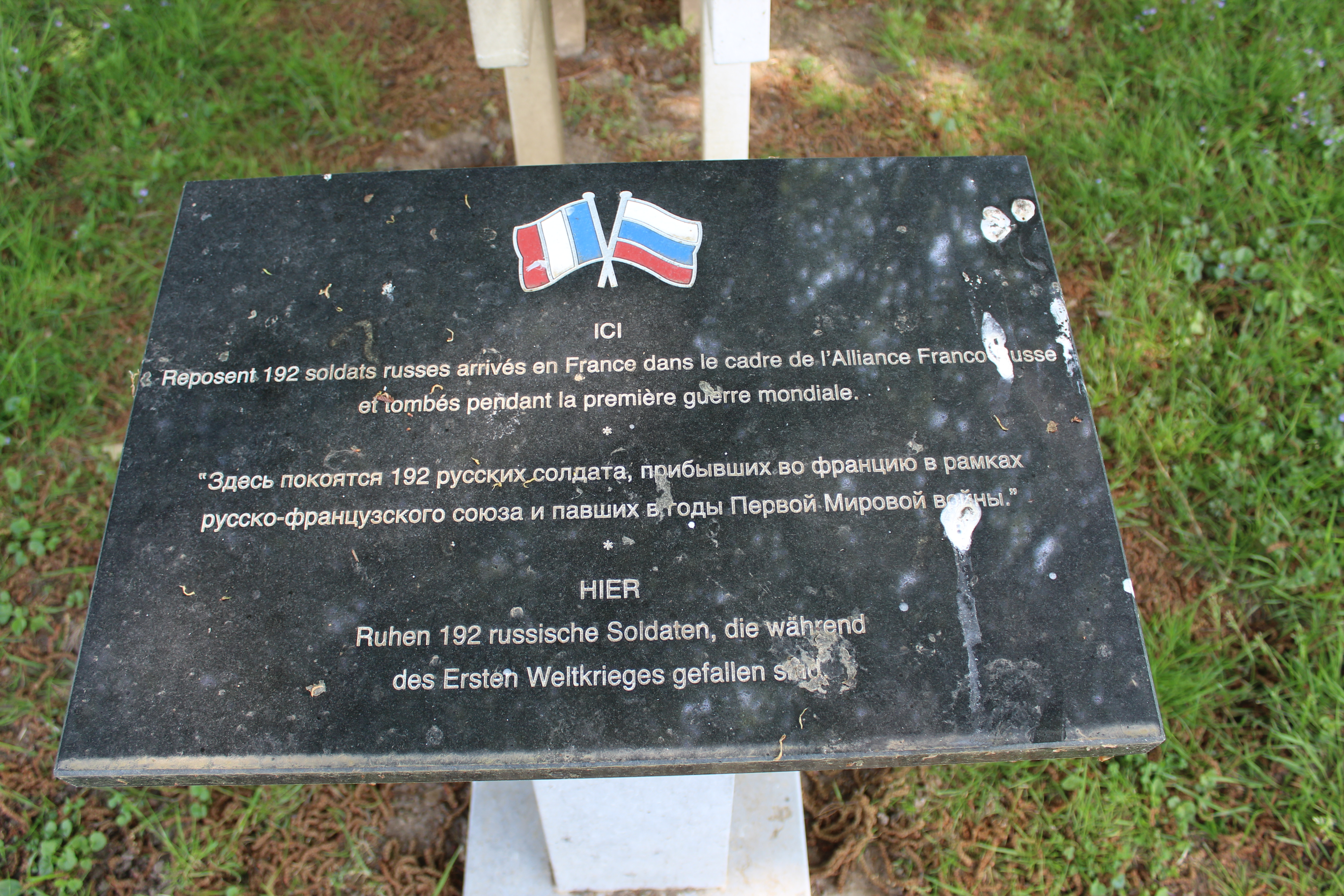
Ici reposent 192 soldats russes arrivés en France dans le cadre de l'Alliance franco-russe.
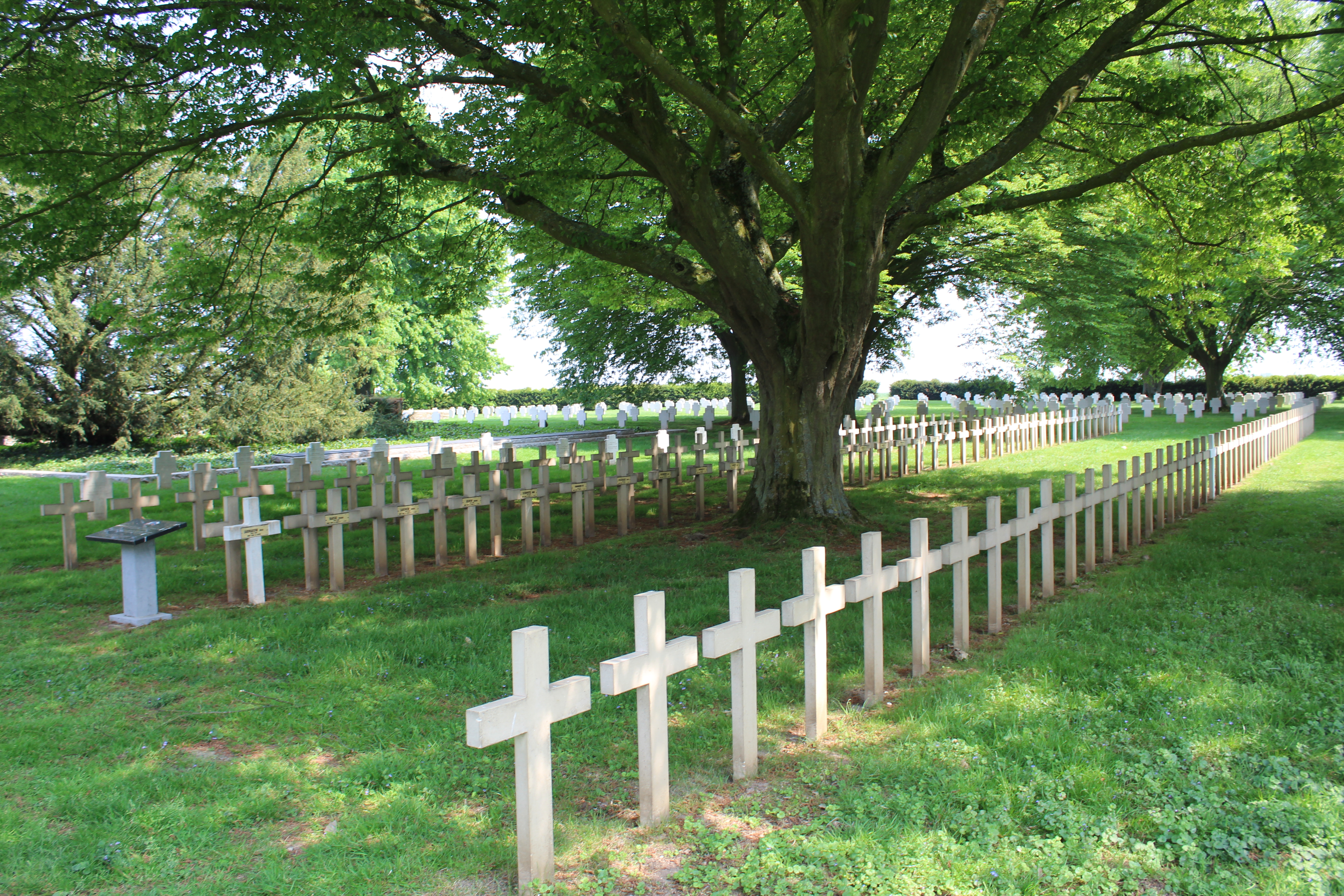
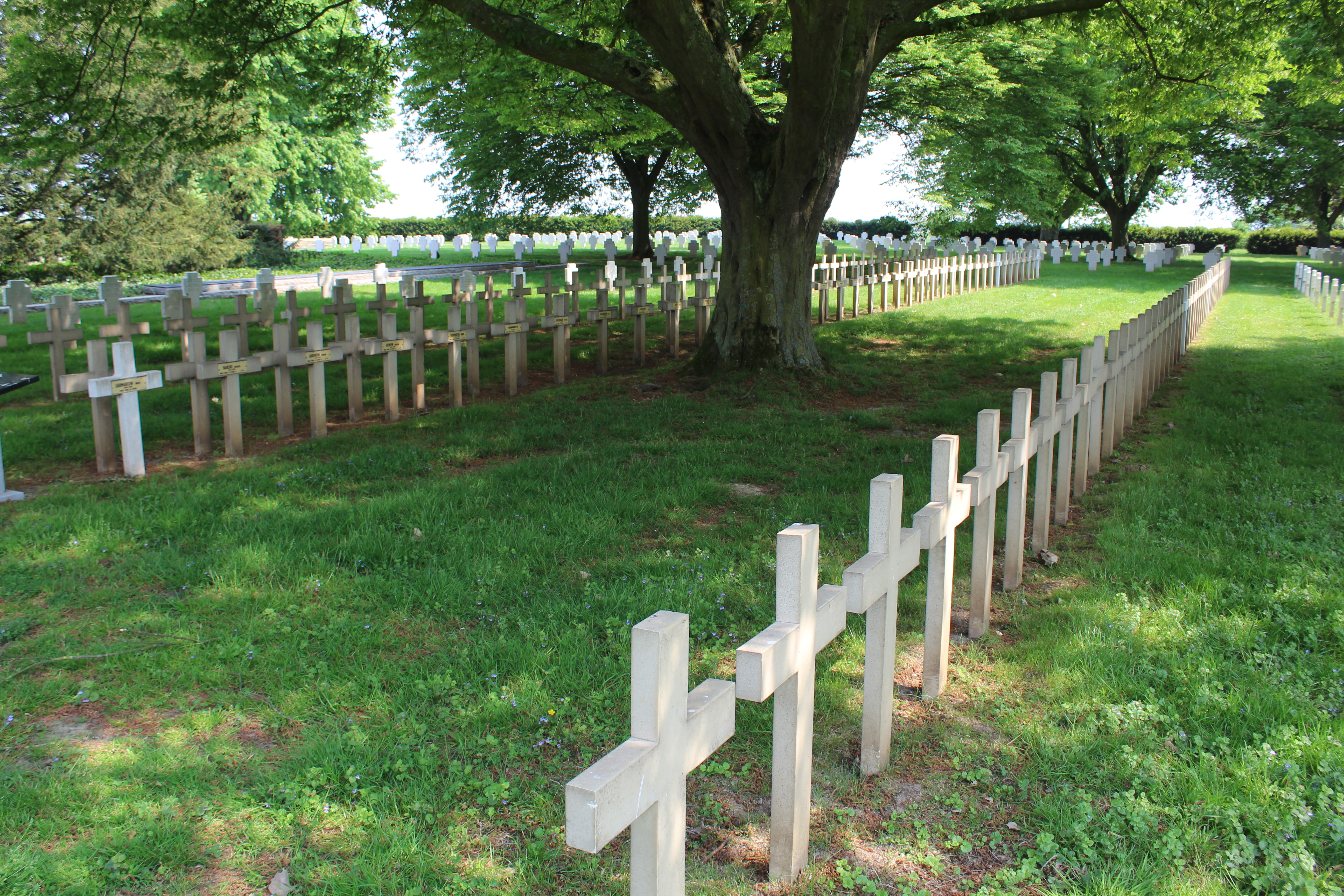
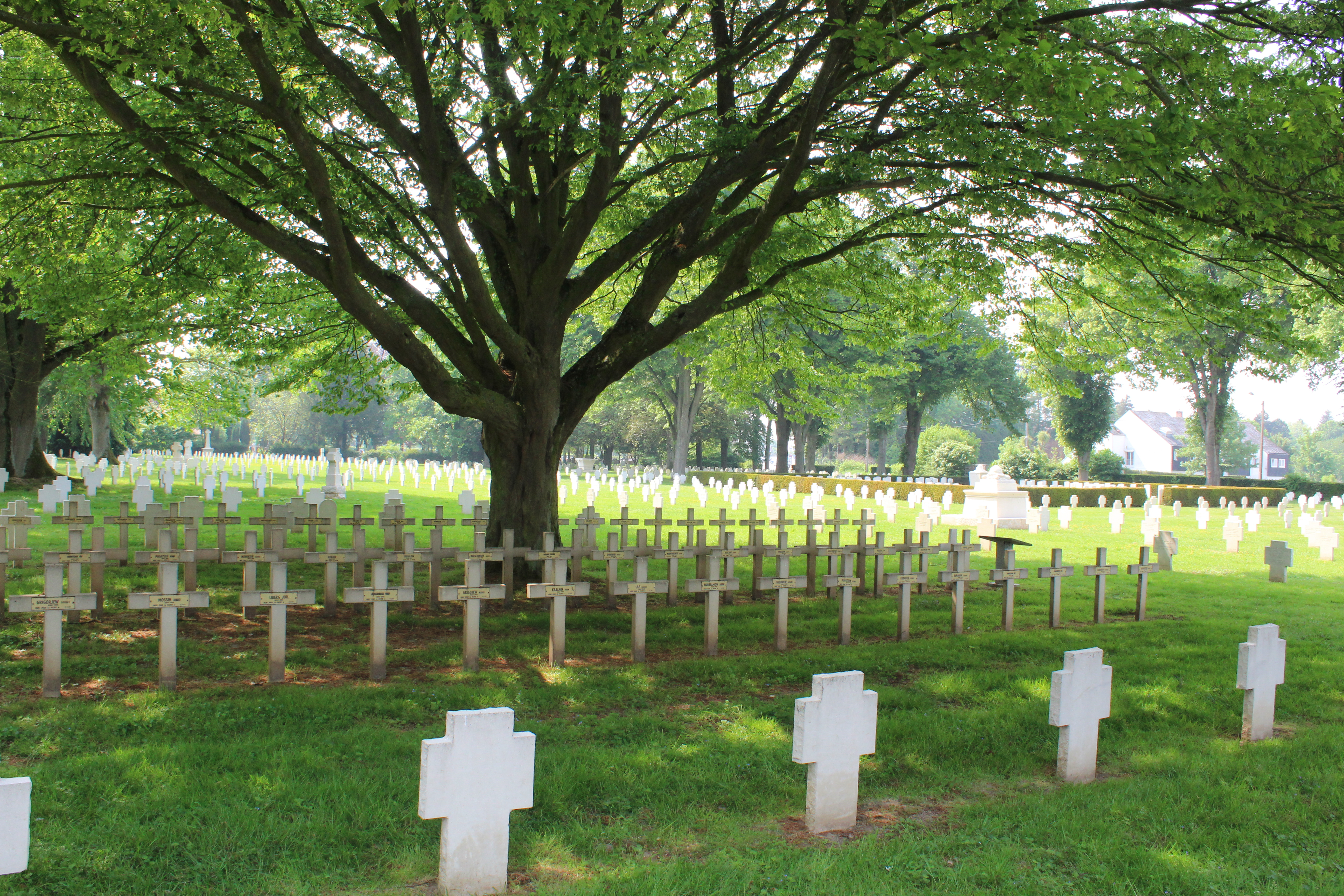
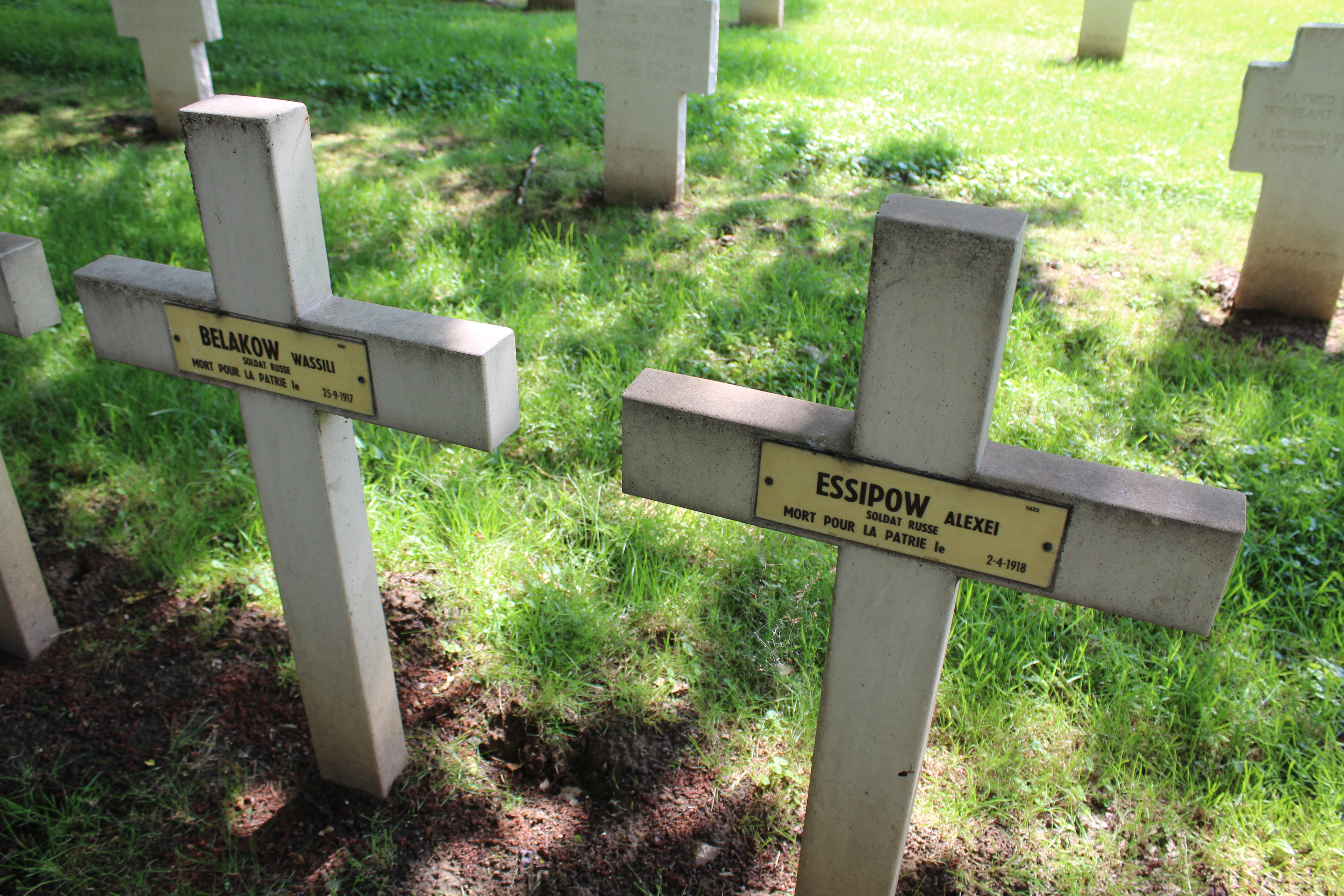

## Sépultures
| Pays      | Sépultures |
| --------- | ---------- |
| Allemagne | 10 685     |
| Russie    | 192        |
| Roumanie  | 6          |
| Total     | 10 883     |